# Китэйн, Тони
Джу́ли Э́ллен «То́ни» Ки́тэйн (англ. Julie Ellen "Tawny" Kitaen; 5 августа 1961, Сан-Диего, Калифорния — 7 мая 2021, Ньюпорт-Бич, Калифорния) — американская актриса, модель. Стала известна в 1980-х годах после появления в нескольких клипах группы «Whitesnake» на песни-хиты из альбома «1987» — «Here I Go Again», «Is This Love», «Still of the Night», а также «The Deeper the Love».

## Краткая биография
Родилась 6 августа 1961 года в городе Сан-Диего, штат Калифорния. Её карьера началась в 1983 году со второстепенной роли в телефильме «Малибу». В 1984 году она сыграла главную роль в фильме «Гвендолин». Также Тони сыграла одну из центральных ролей в фильме «Мальчишник», исполнив роль невесты главного героя, роль которого исполнил молодой Том Хэнкс. В 1986 году снялась в остросюжетном фильме ужасов «Колдовская доска».
Активно снималась на ТВ. В конце 1980-х годов снималась в популярном телесериале «Санта-Барбара», затем в период с 1992 по 1994 год играла постоянные роли в таких телесериалах, как «Удивительные странствия Геракла» и «Самые забавные люди Америки».
В 2006 году Тони Китэйн была арестована за хранение наркотиков, после чего прошла курс реабилитации.
В 2009 году была задержана за вождение автомобиля в нетрезвом виде в городе Ньюпорт-Бич, Калифорния.

## Личная жизнь
Тони Китэйн была дважды замужем:
- Первый супруг — Дэвид Ковердэйл (род. 22 сентября 1951), вокалист лидер британской рок-группы «Whitesnake», играющей в стилях хард-рок и хеви-метал (период брака с 1989 по 1991 год);
- Второй супруг — Чак Финли (род. 26 ноября 1962), американский бейсболист выступавший на позиции питчера (период брака с 1997 по 2002 год), у пары родились две дочери — Уайнтер Мери (род. 18 марта 1993) и Рэйн (род. 1 июня 1998).